# Chùa Thanh Mai
Chùa Thanh Mai (tên chữ: Thanh Mai tự) là một danh lam vốn thuộc làng Thanh Mai, huyện Phưỡng Nhãn, Kinh Bắc, nay thuộc địa phận xã Hoàng Hoa Thám, thành phố Chí Linh, tỉnh Hải Dương, Việt Nam. Chùa được Thiền sư Pháp Loa tôn giả xây dựng vào khoảng năm 1329 gắn liền với cuộc đời và sự nghiệp của ông, vị tổ thứ hai của Thiền phái Trúc Lâm Yên Tử.

## Tên gọi
Tên gọi của chùa là Thanh Mai được ghi trong một số tấm bia như: Thanh Mai Viên Thông tháp bi (năm 1362), Trùng tu Thanh Mai tự bi (1609), Trùng tu Phật Tích sơn Thanh Mai tự bi ký (1707)...

## Vị trí
Chùa Thanh Mai vốn được xây dựng vào khoảng năm 1329 trên sườn núi Phật Tích (Thanh Mai), hay còn gọi là núi Tam Ban (nghĩa là ba cấp núi nối liền nhau của ba tỉnh Bắc Giang-Hải Dương-Quảng Ninh, thuộc cánh cung Đông Triều), cao khoảng 200m thuộc địa phận xã Hoàng Hoa Thám, thành phố Chí Linh. Vị trí dựng chùa thuộc cấp thứ hai của ngọn núi, là khu đất bằng phẳng nhất. Chùa cách quốc lộ 18A 12 km, cách Sao Đỏ (trung tâm thành phố Chí Linh) chừng 15 km, cách phường Đức Chính, thành phố Đông Triều khoảng 17 km và thành phố Hải Dương khoảng 50 km.

## Lịch sử
Chùa được xây dựng dưới thời Trần rồi trở thành đại danh lam dưới thời thiền sư Pháp Loa (1284-1330) và người kế nhiệm là thiền sư Huyền Quang (1254-1334). Nghiên cứu cho thấy bản thân Pháp Loa, cho đến năm 1329 đã mở mang và xây dựng hai khu chùa lớn là chùa Báo Ân (phủ Siêu Loại, Bắc Ninh, nay là xã Dương Quang, Gia Lâm, Hà Nội) và chùa Quỳnh Lâm, Đông Triều (Quảng Ninh), riêng chùa Báo Ân đã cho xây 33 cơ sở gồm điện Phật, gác chứa kinh và tăng đường. Ông còn dựng các am như Hồ Thiên, Chân Lạc, Yên Mã, Vĩnh Khiêm. Hạc Lai, mở rộng các khu chùa Thanh Mai và chùa Côn Sơn. Như vậy chùa Thanh Mai không phải do Pháp Loa xây dựng mà chỉ mở rộng và phát triển thành một chốn Tổ của phái Trúc Lâm. Trải qua các biến cố lịch sử, sự tàn phá của thiên nhiên, chiến tranh ngôi chùa cổ đã sụp đổ, các cổ vật bị mất và hư hại gần hết, di tích trở thành hoang phế và bị lãng quên.
Năm 1980, với mong muốn phục dựng và bảo tồn một di tích lịch sử quan trọng, chùa đã được đầu tư khôi phục dần dần theo từng hạng mục. Năm 1992, chùa Thanh Mai đã được Bộ Văn hóa Thông tin và thế thao công nhận là Di tích lịch sử văn hóa cấp quốc gia. Nhưng quy mô nhỏ hẹp, lại ở nơi heo hút, đường sá đi lại khó khăn, chùa Thanh Mai vẫn bị chìm trong quên lãng. Năm 1994, Sư thầy Thích Chí Trung 20 tuổi vượt khó khăn đến trụ trì tại chùa. Khi đó thực trạng ngôi chùa rơi vào cảnh hoang tàn, đổ nát. Trăn trở trước nguy cơ biến mất của di tích, sư thầy đã vận động đóng góp công đức trùng tu, khôi phục lại chùa. Từ năm 1994-2000, với sự hỗ trợ của Sở Giao thông - Vận tải và Công ty Điện lực Hải Dương, 2 km đường lên chùa được mở, 1 km đường điện chiếu sáng được mắc, tháp Viên Thông được phục dựng.
Ngày mất của Đệ nhị tổ Pháp Loa (ngày 3 tháng 3 âm lịch) được chọn làm ngày lễ hội của chùa. Hội chùa Thanh Mai diễn ra vào ngày mùng một đến mùng ba tháng Ba âm lịch hằng năm. Lễ hội được nhân dân địa phương và các tăng ni phật tử tổ chức trọng thể với nhiều nghi lễ như giảng kinh, chay đàn, mộc dục.

## Kiến trúc và di sản

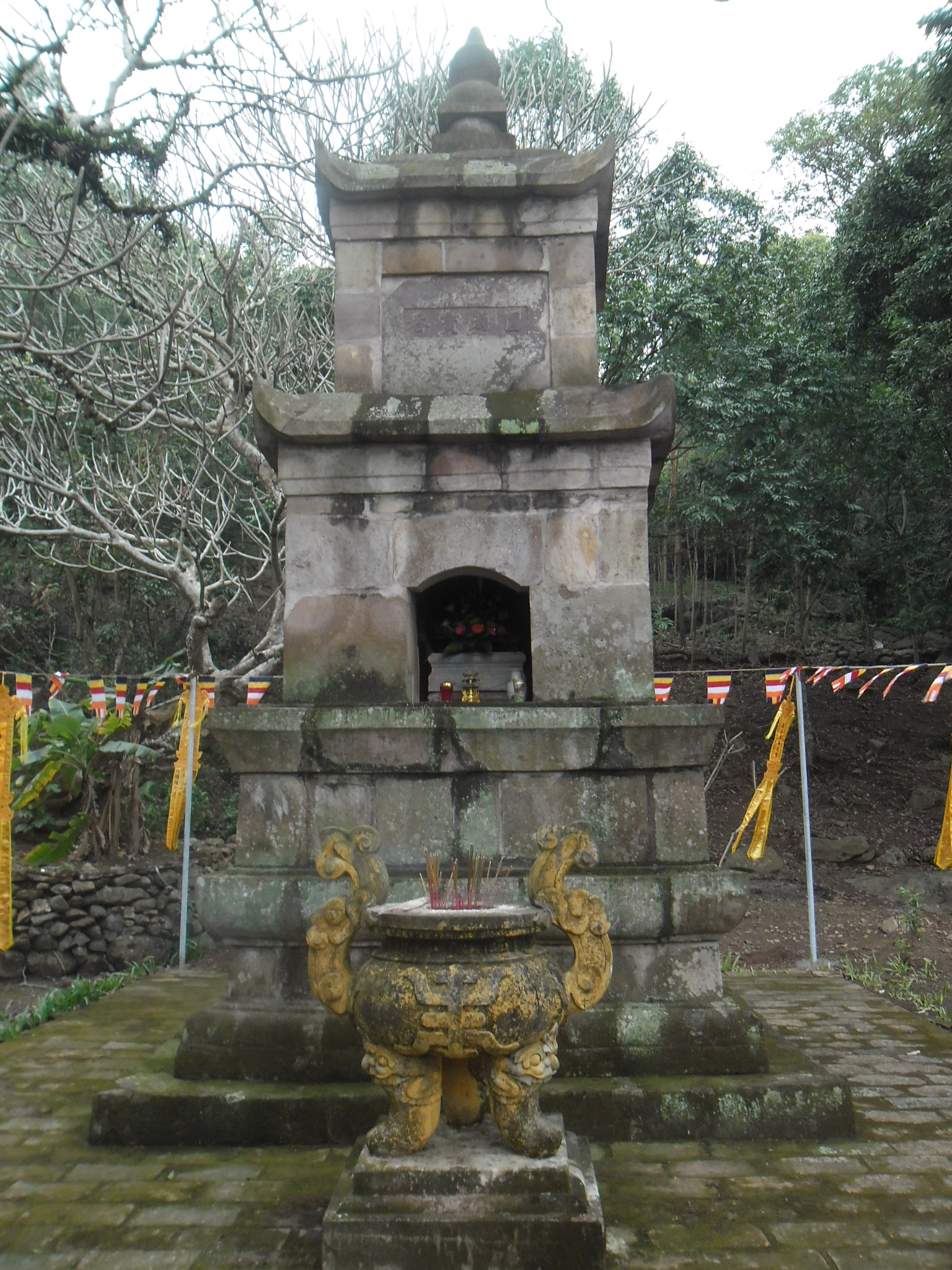
Viên Thông Bảo Tháp, tương truyền là nơi các đệ tử táng xá lị của thiền sư Pháp Loa

Năm 1994, Đại Đức Thích Chí Trung được cử về trụ trì tại chùa. Lúc đó, các hạng mục kiến trúc đã xuống cấp nghiêm trọng. Để khôi phục lại di tích, nhà chùa đã vận động phật tử đóng góp công đức trùng tu, xây dựng lại chùa, tháp, dựng lại bia.
Năm 2002 sư thầy tiếp tục vận động các phật tử quyên góp xây dựng 10 gian nhà Tổ theo kiểu chữ "nhị" rộng 130 m2 trị giá 300 triệu và năm 2010 xây toàn bộ khu nhà bếp, công trình phụ cho nhà chùa trị giá 400 triệu đồng.
Năm 2005, ngôi chùa được Nhà nước đầu tư 3 tỷ đồng xây dựng 10 gian chính điện, diện tích 180m² với kiến trúc kiểu chữ đinh, tiền đường chồng diêm 8 mái. Năm 2007, chùa tiếp tục được đầu tư 10 tỷ đồng hoàn thiện các hạng mục như tam quan, 2 gian nhà bia, 7 gian nhà khách, 7 gian nhà tăng.
Hiện nay, chính điện chùa xây mới hoàn toàn, có kiến trúc kiểu chữ Đinh, với 7 gian tiền đường, 3 gian hậu cung. Kết cấu khung chùa bằng gỗ lim với 12 cột cái đường kính 50 cm, cao 7,2m và 16 cột quân đường kính 42 cm, cao 3,5m được nối theo kiểu "chồng rường bát đấu" là kiểu kiến trúc thời Trần. Mái chùa gồm 8 mái, 8 đầu đao, lợp ngói mũi hài, trên nóc đắp bờ, chính giữa đắp nổi bốn chữ Thanh Mai thiền tự. Hệ thống thờ tự hiện nay không còn giữ được pho tượng cổ nào, các tượng hoàn toàn được làm mới trong khi trùng tu. Đáng chú ý là các pho tượng đều được thếp vàng và 2 pho tượng hộ pháp uy nghi cao 3m được tạc hoàn toàn bằng gỗ mít. Cách bài trí, phối thờ tượng trong chùa theo dòng Lâm Tế tông với 6 bệ thờ.
Vết tích của chùa Thanh Mai cổ chỉ còn gạch, nền chân tảng và một số bức tường theo từng khu, có khoảng chín nền chùa cũ. Các hiện vật cổ còn lưu giữ tại chùa bao gồm: 
- Viên Thông Bảo Tháp xây dựng năm 1334 trên có bia đá
- Tháp Phổ Quang được xây dựng năm Chính Hoà thứ 23 (1702)
- Tháp Linh Quang xây dựng năm Chính Hoà thứ 24 (1703)
- 5 ngôi tháp mộ khác chưa xác định niên đại.
- Trong chùa cũng còn 4 tấm bia: hai bia đá bốn mặt thời Lê, một bia thời Mạc, và một bia thời Trần là Thanh Mai Viên Thông tháp bi đã được công nhận Bảo vật quốc gia đợt 5.

Bao quanh chùa Thanh Mai là một khu rừng phong (sau sau) tạo nên một cảnh quan đặc trưng riêng cho phong cảnh chùa. Vào mùa đông - xuân, khi rừng phong chuyển màu lá sẽ tạo ra con đường dẫn lên chùa rải lá phong nhiều màu: đỏ, cam, vàng, nâu. Nếu con đường lên chùa chỉ rải rác lá phong đỏ thì từ chùa đi lên phía trên núi lá phong càng dày đặc. Vào sâu trong rừng, có những cây phong cổ thụ vươn mình cao lớn, những cây phong con lớp nọ, lớp kia đỏ vàng đặc biệt.

## Bia "Thanh Mai Viên Thông tháp bi"
Bia Thanh Mai Viên Thông tháp bi là tấm bia có niên đại tuyệt đối, có giá trị lớn khi nghiên cứu lịch sử Phật giáo nói riêng và lịch sử văn hóa Việt Nam nói chung. Bia được dựng năm 1362, hơn 30 năm sau ngày Pháp Loa viên tịch (Viên Thông tháp là nơi táng xá lị Pháp Loa phía sau chùa), đã ghi lại thân thế sự nghiệp của ông, đồng thời là một biên niên sử Phật giáo và những sinh hoạt tín ngưỡng Phật giáo của thiền phái Trúc Lâm Yên Tử thời Trần.

### Tình trạng hiện vật
Năm 1994, Sư thầy Thích Chí Trung về trụ trì chùa Thanh Mai thì tấm bia nằm ngổn ngang lẫn với những tấm bia khác, rùa đá và các hiện vật khác. Nhà chùa đã mang tấm bia này gắn lên lưng rùa đá rồi cho đặt tại vị trí như hiện nay. Chính vì bị vất ngổn ngang ngoài trời, mưa nắng nên tấm bia này đã bị bào mòn, nhiều chữ trên bia mờ hẳn.
Bia hiện được đặt trong nhà bia có mái che phía trước Chính điện. Bia cao 131 cm (không tính bệ rùa đá), rộng 82 cm, dày 14 cm. Bia đặt trên lưng một con rùa đá còn nguyên vẹn, đủ đầu, mai, đuôi, bốn chân đều có 5 móng.
Do nhiều chữ trên bia đã mờ nên hiện nay vẫn chưa có bản dịch đầy đủ và chính xác của toàn bộ văn bia "Thanh Mai Viên Thông tháp bi". Các nhà nghiên cứu dịch văn bia dựa trên bản gốc chữ Hán trên bia và một số văn bản khác cũng nói đến cuộc đời Đệ nhị tổ Pháp Loa như: 
- Phần "Đệ nhị tổ niên phả thực lục" trong sách Tam tổ thực lục (kí hiệu A.786 tại Viện nghiên cứu Hán Nôm)
- "Đệ nhị đại tổ bi trùng tu sự tích kí" (thác bản N°13506-13510 tại Viện nghiên cứu Hán Nôm) khắc năm Tự Đức thứ 9 (1866) dựa trên văn bia năm Chính Hòa thứ 5 (1684) tại chùa Hương Hải (xã Hoàng Hoa Thám, Chí Linh)
- Bản dịch bia Thanh Mai năm 2002 của nhà nghiên cứu Cảnh Tuệ Linh (Đại học Trung Chính, Đài Loan)

### Mỹ thuật
Bia được tạo tác bằng đá xanh nguyên khối được đặt trên lưng rùa đá. Chính giữa mặt trước trán bia đề 6 chữ "Thanh Mai Viên Thông tháp bi" chia làm hai hàng, chữ khắc theo kiểu Triện thư cách điệu (triện ngạch). Thân bia khắc bài minh được viết theo kiểu Lệ thư, chữ viết mềm mại, thần thái sống động.
Trán bia trang trí đôi rồng có mào thời Trần chầu hai bên, hướng vào triện ngach. Viền ngoài bia trang trí hoa văn dây cuốn cách điệu. Chân bia trang trí hoa văn sóng nước hình núi đặc trưng thời Lý - Trần (hoa văn như ý). Mặt sau không có hoa văn, triện ngạch dù có đủ đường viền hoa văn xung quanh và phần cách chia của triện, nghĩa là nội dung khung hình của mặt trước và mặt sau là đồng bộ.

### Văn bản học
Hai mặt bia khắc hơn 5000 chữ Hán. Nội dung chữ đã mờ nhiều, có chỗ đọc rõ hoặc đoán được. Mặt trước gồm 39 dòng, mỗi dòng 68 chữ. Mặt sau gồm 42 dòng, đa phần là mỗi dòng 68 chữ, cuối bia có vài dòng rất ít chữ.
Văn bản do Thị giả Trung Minh tập hợp và soạn, được Huyền Quang khảo đính lại. Bia đá được đệ tử Trí Nhu xuất tiền mua, Thiệu Tuệ viết chữ, Kim Sơn và một đệ tử nữa (mờ tên) phụng khắc vào năm Đại Trị thứ 5 (1362) khi cả Pháp Loa và Huyền Quang đều đã viên tịch.
Văn bia cho biết những thông tin giá trị về văn bản chữ Hán thời Trần:
- Đầu tiên là việc kỵ húy chữ Nguyệt (月) (tên bà Thiện Đạo quốc mẫu, mẹ đẻ Thiên Cảm hoàng hậu). Toàn bộ chữ "nguyệt" trên bia đã được viết thiếu một nét ngang trong lòng chữ.
- Thứ hai là việc đài chữ (chữ liên quan đến vua, hoàng tộc, triều đình thì bỏ một khoảng trống phía trước và viết dòng sau nhô cao lên) triệt để trên toàn bộ văn bản, không như nhiều văn bản Phật giáo chỉ đài một số chỗ hoặc không hề đài.

### Nội dung
Nội dung văn bia ghi lại nhiều thông tin quan trọng về thiền phái Trúc Lâm và phật giáo Việt Nam thời Trần.
Năm 1314, các đệ tử của Pháp Loa cho xây dựng nhiều tháp, chùa ở khắp nơi: 
Sư tạo hơn 1300 tượng Phật lớn nhỏ, hơn 100 tượng bằng đất, dựng hai ngôi chùa lớn và 5 tòa tháp, lập hơn 200 tăng xá, độ hơn 15.000 tăng ni, in bộ kinh Đại tạng.

Năm 1328, thiền sư (Pháp Loa) cho đúc một pho tượng Di Lặc và tâu xin nhà vua cho được rước tượng từ nền điện lên bảo tọa để dát vàng. Văn bia viết: 
Niên hiệu Khai Thái năm thứ nhất (1324), ngày 12 tháng 11 năm Giáp Tý, Bảo Từ hoàng thái hậu xin với Phổ tuệ Minh Giác tôn giả, tổ thứ hai dòng Trúc Lâm cho dựng tượng Di Lặc cao 6 thước. Tư đồ Văn Huệ Vương và Thượng Trân thái trưởng công chúa xin cúng chín nghìn lạng hoàng kim để đúc pho tượng ấy. Con trai trưởng của công chúa Nhật Trân là Thuận Ứng cúng 50 mẫu ruộng ở trang Hoa Lưu để làm của Tam bảo chùa Quỳnh Lâm. Tư đồ Văn Huệ Vương thiền sư, Thượng Trân thái trưởng công chúa cúng 300 mẫu ruộng ở Cự Linh, Gia Lâm; lại cúng ruộng ở trang Vân Động, tất cả cộng là 1 nghìn mẫu và 1 nghìn nam nữ gia nô vào chùa Quỳnh Lâm. Vào năm Mậu Thìn niên hiệu Khai Thái thứ 5 (1328) tháng 3, Bảo Từ hoàng thái hậu, Bảo Huệ quốc mẫu mời sư đến chùa Quỳnh Lâm tập hợp sư sãi mười phương diễn giảng Đại Thừa chân kinh, lại lập đàn chay 10 ngày cầu cho Trần Anh Tông hoàng đế Bồ Tát. Minh Tông hoàng đế Bồ Tát phê chuẩn lời tâu của sư chùa cho cấm quân đến rước tượng Phật Di Lặc đặt lên điện và thếp vàng”.
Văn bia còn cho biết chùa Vĩnh Nghiêm (Bắc Giang) là chốn tổ của giáo hội Trúc Lâm, nơi san khắc các bộ kinh Phật. Bia cũng nhắc đến việc đúc tượng Thiên Thủ Đại Bi (tức là tượng "Quan âm nghìn mẳt nghìn tay"). Tại Việt Nam, thời điểm xuất hiện tượng Quan âm nghìn mắt nghìn tay vẫn còn là vấn đề đang được thảo luận. Hiện mới biết được tượng Quan âm nghìn mắt nghìn tay chùa Bút Tháp là có niên đại xác định sớm nhất 1658 dù loại tượng này đã xuất hiện sớm hơn nhiều. Cho đến nay đã tìm thấy ba bia thời Trần nhắc đến loại tượng này là Bia Đại Bi Diên Minh (1327), Bia chùa Che (Phú Xuyên, Hà Nội) (1328) và Bia Thanh Mai ở mặt trước, dòng thứ ba tính từ cuối:
Đại Khánh bát niên, Tân Dậu, Thượng phẩm Hoài Ninh hầu thỉnh sư chú Thiên Thủ Đại Bi nhất tôn
Nghĩa là:"Năm Đại Khánh thứ 8 là năm Tân Dậu (1321), thượng phẩm Hoài Ninh hầu xin sư (tức là Pháp Loa) đúc một pho tượng Đại bi nghìn tay". Tượng Quan âm ở đây đúc bằng đồng. Như vậy, tượng Quan âm nghìn mắt nghìn tay đã tồn tại ít nhất là từ thời Trần (đầu thế kỉ XIV). Đây là loại tượng chịu ảnh hưởng của Mật tông, như vậy câu văn này còn chứng minh sự ảnh hưởng của Mật tông lên Phật giáo Việt Nam khiến điện thờ thời Trần đã có loại tượng Quan âm nghìn mắt nghìn tay..

### Bài thơ Vãn Pháp Loa tôn giả đề Thanh Mai tự
Trên bia Thanh Mai còn khắc bài thơ Vãn Pháp Loa tôn giả đề Thanh Mai tự (挽法螺尊者題青梅寺 - Viếng thiền sư Pháp Loa đề thơ chùa Thanh Mai). Văn bản trên bia Thanh Mai được xác định là bản gốc của bài thơ được các sách sau này như Toàn Việt thi lục, Việt âm thi tập, Hoàng Việt thi tuyển và cả Tạp chí Nam Phong chép lại.
Bài thơ trên bia Thanh Mai không hề có phần đầu đề. Vì vậy khi biên soạn các tập thơ, các tác giả sau này đã đặt tiêu đề cho bài thơ. Việt âm thi tập hiện là bản sớm nhất có ghi tên bài thơ như trên, ngoài ra còn có dòng chữ Tôn giả Nhân Tông Anh Tông thời nhân phụ chú phía dưới tiêu đề bài thơ. Trong đó, chữ "Anh Tông" được viết dấu nháy ở trên để kiêng húy. Như vậy, có thể nói, "Việt âm thi tập" là văn bản đầu tiên đến nay tìm được có ghi tiêu đề bài thơ và ảnh hưởng đến các sưu tập về sau. Từ đó, hầu hết sách báo in lại bài thơ đều ghi nhầm tác giả là Trần Anh Tông, kể cả Tổng tập văn học Việt Nam Tập 2 (xuất bản năm 2000) vẫn còn in sai.
Các nhà nghiên cứu hiện nay đã xác định đây là bài thơ của Trần Minh Tông bởi năm 1330, khi Pháp Loa viên tịch thì Anh Tông mất đã lâu rồi (1320). Minh Tông đã viếng Pháp Loa, ban tên hiệu khi thiền sư viên tịch, lại ban 10 lượng vàng để xây tháp. Việc hoàng đế Minh Tông là tác giả bài thơ cũng đã được ghi rõ trên bia Thanh Mai.
Nguyên văn bài thơ và phiên âm như sau:
| “ | 垂手塵寰已了緣， 覺王金縷得人傳。 青山蔓草棺藏履， 碧樹深霜殼蛻蟬。 夜掩講堂今古月， 曉迷丈室有無煙。 相投針芥嗟非昔， 琢就哀章淚泫然。 | ” |

| “ | Thùy thủ trần hoàn dĩ liễu duyên Giác vương kim lũ đắc nhân truyền Thanh sơn man thảo quan tàng lí Bích thụ thâm sương xác thuế thiền Dạ yểm giảng đường kim cổ nguyệt Hiểu mê trượng thất hữu vô yên Tương đầu châm giới ta phi tích Trác tựu ai chương lệ huyễn nhiên | ” |

Dịch nghĩa:
| “                                        | Nhân duyên ở cõi trần đã hết, rũ tay ra đi Chiếc y vàng của Điều Ngự đã có người truyền Núi xanh cỏ biếc chôn giày nơi phần mộ Cây xanh trong sương mù ve thoát xác Đêm che giảng đường trăng kim cổ Sáng mờ mịt trượng thất khói lúc có lúc không Nhân duyên hội ngộ đặc biệt, ôi chẳng phải chuyện xưa Gọt giũa văn buồn, lệ tràn đầy | ” |
| — Bản dịch của Thiền Phong Phạm Văn Tuấn | |   |

Dịch thơ:
| “                                               | Trắng tay chẳng chút nợ trần mang, Đã có người truyền phép Giác vương. Giầy xếp trong quan, nghìn núi cỏ, Ve ra ngoài xác, một cây sương. Trăng đêm nương náu trong tăng viện, Mù sớm ngăn che trước pháp đường. Kim cổ cùng nhau nay vắng vẻ, Viếng ai một khúc lệ đôi hàng. | ” |
| — Bản dịch của Đinh Văn Chấp, tạp chí Nam Phong | |   |